# South La Paloma
South La Paloma – jednostka osadnicza w Stanach Zjednoczonych, w stanie Teksas, w hrabstwie Jim Wells.